# Administration nationale de la sûreté nucléaire
L'Administration nationale de la sûreté nucléaire de la Chine (en anglais : National Nuclear Safety Administration (NNSA); en chinois : 国家核安全局) est l'autorité de sûreté nucléaire chinoise ; cet organisme de réglementation nucléaire indépendant a été créé en 1984.

## Mission
La NNSA surveille le nucléaire civil de la Chine. Elle est responsable de la sécurité nucléaire, des normes et règlements, des permis de construire, des licences d'exploitation.

## Organisation
La NNSA dépend du ministère de Protection environnementale de la république populaire de Chine (MEP - Ministry of Environmental Protection). La NNSA est responsable de l'autorisation d'exploitation délivrée aux centrales nucléaires et aux équipements nucléaires civils. 
La NNSA : 
- établit les règlements de sûreté nucléaire ;
- accorde les autorisations aux exploitants des réacteurs nucléaires ;
- vérifie et approuve les rapports de sûreté nucléaire ;
- vérifie et valide les autorisations du Bureau de contrôle nucléaire (ONC) pour l'utilisation civile des équipements nucléaires.

La NNSA est l'autorité de sûreté nucléaire chinoise, à ce titre, elle contrôle la sûreté d'exploitation des unités de production en collaboration avec les organismes de sécurité nucléaire d'autres pays nucléarisés comme la NRC aux États-Unis ou l'ASN en France.  
Sur site, le GRO (GD Regional Office) est le représentant local de la NNSA.